# Bassikounou
Bassikounou (ou Bacikounou) est une ville et une commune du sud-est de la Mauritanie, située dans la région de Hodh El Chargui, à la frontière avec le Mali. C'est le chef-lieu du département de Bassikounou.

## Histoire
- La chute d'une météorite a été observée près de Bassikounou le 16 octobre 2006. La météorite de Bassikounou est une chondrite ordinaire riche en fer, de type H5.

- Le combat de Bassikounou est un épisode de la guerre du Sahel. Le 5 juillet 2011, une caserne de l'armée mauritanienne est attaquée par des combattants d'AQMI.